# アイ・フィール・ファイン
「アイ・フィール・ファイン」（I Feel Fine）は、ビートルズの楽曲である。1964年11月にシングル盤として発売された。レノン＝マッカートニー名義となっているが、実質的にはジョン・レノンによって書かれた楽曲で、ポピュラー音楽でギターのフィードバック奏法が使用された最初期の事例の1つとされている。イギリス、アメリカ、カナダ、アイルランド、オランダ、ニュージーランド、ノルウェー、スウェーデンのシングルチャートで第1位を獲得し、1960年代のイギリスで5番目に売れたシングルとなっている。

## 背景・曲の構成
「エイト・デイズ・ア・ウィーク」のレコーディング・セッション中に、本作のギターリフが頭に浮かんだレノンは、演奏の間ずっとリフが鳴っているような曲を想定して本作を書いた。レノンは翌朝のスタジオでリンゴ・スターに「こんな曲を書いたんだけど、粗末な出来なんだ」と伝えたが、前日に思い浮かんだギターリフをつけて試し、シングル曲向きであると判断したため、そのまま使用されることとなった。レノンとジョージ・ハリスンが演奏するギターリフは、ボビー・パーカーの「ウォッチ・ユア・ステップ」のリフに影響を受けたもの。ポール・マッカートニーは、本作のドラムパターンが1959年に発売されたレイ・チャールズのシングル曲「ホワッド・アイ・セイ」に触発されたものであることを明かしている。
本作は、短めの重いフィードバックの後、アルペジオのリフによるイントロに入る。曲はDメジャーで始まった後、Cメジャーを経て、Gメジャーに移行し、オープニングリフを数回繰り返してフェード・アウトする。メロディでは、長三度と短七度を使用。

### 冒頭のフィードバック
「アイ・フィール・ファイン」は、マッカートニーがベースのA弦を弾き、レノンがギターをマッカートニーのベースのアンプに近づけて鳴らすことで出しているフィードバック音から始まる。マッカートニーは「ジョンはギブソンのセミアコースティックギターを持っていた。そのギターにはピックアップが付いていたから、アンプに繋げることができたんだ。録音したテイクを聴くために、ジョンがそのギターをアンプに立てかけたままその場を離れようとしたら、「ニュアアアアアア」という音が鳴ったんだ。「アレはなんの音だ？プードゥーの呪いか？」「いや、違う。フィードバックだ」「すごい音だな！」と僕らは口々に言った。その場にいたジョージ・マーティンに「これをレコードに使えるかな？」と聞いたら、「そうだな、できると思うよ。最初の部分に入れたらいいんじゃないかな？」と答えた。ギターをアンプの方に向けて立てかけたせいで起こったハプニングから、良いものが見つかった」と振り返っている。
1980年の『プレイボーイ』誌のインタビューで、レノンは「1920年代のオールド・ブルースは別にして、この曲より前にフィードバックを使っている曲なんかありっこないと断言できる。ライブでフィード・バックや進んでいる奏法をみんなやっているけど、レコードにこの手法を使ったミュージシャンはいなかった。これが最初のフィード・バックさ。ビートルズのために声を大にして言いたいね。（ジミ・）ヘンドリックスよりもザ・フーよりも、誰より先だったとね」と語っている。

## プロモーション・フィルム
ジョー・マクグラス監督のもと、2種類のプロモーション・フィルムが制作されており、いずれも1965年11月23日に撮影された。1本目はレノンとマッカートニーとハリスンが演奏している後ろでスターがエクササイズバイクを漕いでいるもので、2本目は4人が新聞紙に包まれたフィッシュ・アンド・チップスを食べているもの。いずれも2015年に発売された『ザ・ビートルズ 1+』に収録された。

## リリース
「アイ・フィール・ファイン」は、アメリカとイギリスでほぼ同時期に発売されたビートルズ初のシングルで、1964年12月12日付の全英シングルチャートで第1位を獲得し、1965年1月13日付の同チャートまでの5週連続で第1位を獲得した。カナダのシングルチャートでも第1位を獲得した。アメリカのBillboard Hot 100でも1964年後半から1965年初頭までの3週連続で第1位を獲得し、『キャッシュボックス』誌が発表した1965年度年間チャートで第19位を獲得した。ビートルズのシングル作品でのBillboard Hot 100の首位獲得は、『抱きしめたい』、『シー・ラヴズ・ユー』、『キャント・バイ・ミー・ラヴ』、『ラヴ・ミー・ドゥ』、『ア・ハード・デイズ・ナイト』に次ぐ6作目となり、作曲者のレノンとマッカートニーにとっては、同じ年に書いた楽曲で7作目の首位獲得作品となった。
イギリスで発売されたオリジナル・アルバムには未収録となっており、1966年12月に発売されたコンピレーション・アルバム『オールディーズ』でアルバム初収録となった。アメリカでは1964年12月に発売された『Beatles '65』でアルバム初収録となった。このほか、『ビートルズ・イン・イタリー』、『ザ・ビートルズ1962年〜1966年』、『ザ・ビートルズ/グレイテスト・ヒッツ』、『リヴァプールより愛を込めて ザ・ビートルズ・ボックス』、『パスト・マスターズ Vol.1』、『ザ・ビートルズ・アンソロジー2』、『ザ・ビートルズ1』などのコンピレーション・アルバムにも収録され、『ザ・ビートルズ・ライヴ!! アット・ザ・BBC』や『オン・エア〜ライヴ・アット・ザ・BBC Vol.2』にはBBCラジオで放送された演奏が収録された。
イギリスでは、2012年時点で141万枚の売上を記録し、2018年12月時点で史上53番目に売れたシングルとなっている。

## クレジット
※出典
- ジョン・レノン - ダブルトラックのリード・ボーカル、リードギター、リズムギター
- ポール・マッカートニー - ハーモニー・ボーカル、ベース
- ジョージ・ハリスン - ハーモニー・ボーカル、リードギター、リズムギター
- リンゴ・スター - ドラム

## チャート成績

### 週間チャート
| チャート (1964年 - 1965年)             | 最高位 |
| -------------------------------------- | ------ |
| オーストリア (Ö3 Austria Top 40)       | 3      |
| ベルギー (Ultratop 50 Flanders)        | 3      |
| ベルギー (Ultratop 50 Wallonia)        | 7      |
| カナダ トップシングルス (RPM)          | 1      |
| アイルランド (IRMA)                    | 1      |
| オランダ (Single Top 100)              | 1      |
| ニュージーランド (Lever Hit Parade)    | 1      |
| ノルウェー (VG-lista)                  | 1      |
| スウェーデン (Kvällstoppen Chart)]     | 1      |
| UK シングルス (OCC)                    | 1      |
| US Billboard Hot 100                   | 1      |
| US Cash Box Top 100                    | 1      |
| 西ドイツ (Media Control Singles Chart) | 3      |

| チャート (1984年)   | 最高位 |
| ------------------- | ------ |
| UK シングルス (OCC) | 65     |

### 月間チャート
| チャート (1965年)                           | 最高位 |
| ------------------------------------------- | ------ |
| 日本 (ミュージック・マンスリー洋楽チャート) | 5      |

### 年間チャート
| チャート (1964年)                    | 順位 |
| ------------------------------------ | ---- |
| UK Singles (Official Charts Company) | 21   |

| チャート (1965年)                    | 順位 |
| ------------------------------------ | ---- |
| UK Singles (Official Charts Company) | 39   |
| US Cash Box                          | 19   |

## 認定と売上
| 国/地域                    | 認定 | 認定/売上数 |
| -------------------------- | ---- | ----------- |
| United Kingdom             |      | 1,000,000   |
| アメリカ合衆国 (RIAA)      | Gold | 1,000,000^  |
| ^ 認定のみに基づく出荷枚数 |      |             |

## カバー・バージョン
- ザ・ベンチャーズ - 1965年に発売されたアルバム『The Ventures Knock Me Out!』に収録[39]。
- チェット・アトキンス - 1965年に発売されたアルバム『Chet Atkins Picks on the Beatles』に収録[40]。
- シュガー・ローフ（英語版） - 1975年に発売された楽曲「Don't Call Us, We'll Call You」で、本作のオープニングのリフをサンプリングしている。
- 佐藤博 - 1984年に発売されたアルバム『SAILING BLASTER』に収録。
- スウィートハーツ・オブ・ザ・ロデオ（英語版） - 1988年にシングル盤として発売。アメリカの『ビルボード』誌のHot Country Songsで最高位9位を記録した[41]。
- つんく♂ - 2000年に発売されたNHK-BSでの企画によるビートルズのカバー・アルバム『A HARD DAY'S NIGHT つんくが完コピーやっちゃったヤァ!ヤァ!ヤァ! Vol.1』に収録。